# Brudzeński Park Krajobrazowy
Brudzeński Park Krajobrazowy – utworzony w roku 1988, leży na prawym brzegu Wisły na północny zachód od Płocka i obejmuje przyujściowy odcinek Skrwy Prawej wraz z przyległymi kompleksami leśnymi Brwilno, Brudzeń, Sikórz oraz w północnej części Parku polodowcową rynnę Karwosiecko-Cholewicką z jeziorami Józefowskimi. Powierzchnia Parku wynosi 31,71 km², natomiast jego otulina zajmuje 43,97 km².

## Rezerwaty przyrody
- Sikórz
- Brwilno
- Brudzeńskie Jary

## Przyroda
Głównym elementem Parku jest głęboka, kręta dolina Skrwy Prawej. Krajobraz doliny urozmaicony jest malowniczymi wąwozami i wysokimi stromymi skarpami. W krajobrazie Parku dominują lasy grądowe z dużymi obszarami starodrzewia. Lasy stanowią 50% obszaru, przeważa dąb bezszypułkowy i grab oraz występuje wiele innych gatunków, zarówno roślin, jak i zwierząt. Na skarpach dolin i wąwozów występują murawy kserotermiczne oraz rośliny chronione
takie jak: wawrzynek wilczełyko, konwalia, śnieżyczka przebiśnieg, lilia złotogłów.
Można tu również spotkać przedstawicieli wielu gatunków chronionych ptaków: derkacza, trzmielojada, jarzębatkę, występuje także bączek, zimorodek zwyczajny oraz bocian czarny.

## Położenie
Park położony w niedalekiej odległości od Płocka, na terenie gmin Brudzeń Duży i Stara Biała, ma dla miasta znaczenie turystyczno-wypoczynkowe. Odwiedzając park można także odwiedzić dworek w Sikorzu pochodzący z XIX wieku.